# ارلیستات
ارلیستات (به انگلیسی: Orlistat)
رده درمانی: مهارکننده لیپاز
اشکال دارویی: کپسول

## موارد مصرف
برای کاهش جذب چربی و درمان چاقی از آن استفاده می‌شود .
این دارو در ایران عمدتاً با نام تجاری ونوستات (Venustat)  و در بسیاری از کشورها با نام تجاری Xenical عرضه می‌شود

## مکانیسم عمل
این دارو مهارکننده قوی آنزیم چربی ها(لیپاز ( اصلی‌ترین آنزیم هضم و گوارش چربیها ) است. لذا مصرف ارلیستات سبب عدم هضم چربی می‌شود . نتیجه چنین امری دفع چربی گوارش نیافته ( هضم نشده ) است. با این روش ارلیستات سبب کاهش کالری دریافتی و بنابراین لاغری می‌شود.

## اثربخشی
اصلی‌ترین کاربرد استفاده از ارلیستات کاهش چاقی است، اما استفاده از ارلیستات فواید دیگری نیز دارد:
ارلیستات سبب کاهش بروز دیابت نوع ۲ به میزان ۴۰٪ در افراد چاق می‌گردد.
مصرف طولانی مدت ارلیستات سبب کاهش متوسط فشار خون نیز می‌شود.

## عوارض جانبی
عوارض اولیه مصرف ارلیستات شامل :
۱ ) مدفوع روغنی شکل ( چرب )
۲ ) بی اختیاری مدفوع
۳ ) تکرر اجابت مزاج 
۴ ) نفخ شکم

## هشدارها
۱) چون به همراه چربی‌های غذایی، ویتامینهای محلول در چربی (k ، a ، d ، e و بتا کاروتن‌ها) نیز جذب نمی‌شوند، لذا بدن با کاهش این ویتامین‌ها مواجه خواهد شد. بنابراین توصیه می‌شود که ضمن مصرف ارلیستات قبل از خواب قرص مولتی ویتامین مصرف گردد. 
۲) در تاریخ ۴ ژوئن ۲۰۰۴، سازمان غذا و داروی امریکا، ارلیستات را در فهرست داروهای ایجادکننده مسمومیت کبدی قرار داد. در این فهرست، ارلیستات دارویی با داشتن "سیگنال بالقوه در ایجاد سمیت کبدی " معرفی شده‌است. بررسی‌های بعدی ایجاد نارسایی کبدی را در مصرف کنندگان ارلیستات نشان دادند. که در مطالعات دیگر این نتایج تایید نشده، در نارسایی کبد با دوز کم و احتیاط مصرف شود. مابین سال ۱۹۹۹ تا ۲۰۰۹ در همه کشورهای دنیا مجموعا سیزده مورد آسیب شدید کبدی گزارش شده که این افراد از دیگر داروهای لاغری نیز همزمان استفاده می‌کردند. مرجع: سازمان غذا و داروی امریکا
https://www.fda.gov/drugs/postmarket-drug-safety-information-patients-and-providers/fda-drug-safety-communication-completed-safety-review-xenicalalli-orlistat-and-severe-liver-injury

Orlistat

## موارد منع مصرف
۱ ) سوء تغذیه 
۲ ) حساسیت شدید به ارلیستات
۳ ) کاهش عملکرد کیسه صفرا( برای مثال پس از کوله سیستکتومی )
۴ ) بارداری و شیردهی
۵ ) در انسداد مجاری صفراوی، اختلال عملکرد کبد و بیماری‌های لوزالمعده با احتیاط مصرف شود